# Kolonia Łowiczek
Kolonia Łowiczek – wieś w Polsce położona w województwie kujawsko-pomorskim, w powiecie aleksandrowskim, w gminie Bądkowo.

## Podział administracyjny
W latach 1975–1998 miejscowość administracyjnie należała do województwa włocławskiego. Wieś sołecka – zobacz jednostki pomocnicze gminy Bądkowo w BIP.

## Demografia
Według Narodowego Spisu Powszechnego (III 2011 r.) liczyła 256 mieszkańców. Jest czwartą co do wielkości miejscowością gminy Bądkowo.